# Џејмс Вулф
Џејмс Питер Вулф (енгл. James Peter Wolfe; Вестерам, 2. јануар 1727 — Квебек, 13. септембар 1759) је био британски генерал-мајор, познат по својим реформама обуке, али је упамћен првенствено због победе над Французима у бици за Квебек 1759.
Био је син генерал-пуковника Едварда Вулфа. У војску је ступио у младости и служио је у Европи током Рата за аустријско наслеђе. Службовањем у Фландрији и Шкотској, где је учествовао у гушењу Јакобитског устанка, скренуо је пажњу претпостављених на себе. Напредак у каријери је био заустављен склапањем Ахенског мира 1748. и наредних осам година је провео на дужности по гарнизонима у Шкотском побрђу. Са осамнаест година је био мајор, а у 23. је постао потпуковник.
Избијање Седмогодишњег рата 1756. пружило је Вулфу нове могућности за напредовање у каријери. Његов учинак у обустављеном нападу на Рошфор 1757. подстакао је Вилијама Пита да га постави као заменика команданта у покушају да се освоји тврђава Луисбург. Након успеха опсаде Луисбурга, Вулф је постао командант јединице која је пловила уз реку Сен Лорен са циљем да заузме Квебек. Након дуже опсаде Вулфове снаге су победиле француску војску под командом Луја Жозефа де Монкалма, што је омогућило Британцима да освоје град. Вулф је погинуо у јеку битке на Абрахамовој заравни.
Вулфове заслуге у заузимању Квебека донеле су му посмртну славзу и постао је симбол британске победе у Седмогодишњем рату. Приказан је на слици Смрт генерала Вулфа. Вулф је постхумно назван „Херојем Квебека " , „Освајачем Квебека " и такође „Освајачем Канаде ", пошто је заузимање Квебека директно довело до заузимања Монтреала, чиме је окончана француска власт над овом земљом.